# Buddismo in Nepal

Ruota del Dharma.

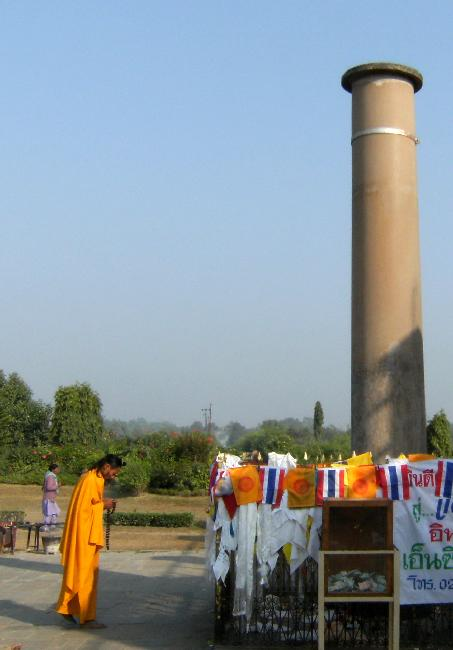
Preghiera davanti ad uno dei pilastri di Ashoka posti nel luogo di nascita di Buddha.

Il buddismo in Nepal ha una rilevante importanza storica, in quanto proprio nell'odierna zona di Lumbini nacque Siddharta Gautama, il futuro Buddha della stirpe dei Shakya ed appartenenti al regno di Kapilbastu; anche se non è possibile assegnare con certezza l'anno in cui il principe nacque, solitamente la data viene collocata a circa il 623 a.C.
Attualmente il 10,74% dei nepalesi professa la fede buddhista, consistente principalmente nella pratica delle etnie che parlano le lingue tibeto-birmane. Nelle regioni maggiormente collinari e montane del paese l'induismo ha assorbito i principi buddhisti a tal punto che in molti casi ne vengono condivise le divinità e finanche i templi; ad esempio il tempio di Muktinath è un luogo sacro e casa comune di culto sia per gli indù che per i seguaci del Buddha.

## Panoramica
In Nepal la stragrande maggioranza delle persone s'auto-identificano come indù, tuttavia le influenza buddhiste sono assai diffuse in molti e variegati aspetti della cultura nepalese, in una misura in cui i siti templari delle due religioni sono luoghi di culto condiviso per le popolazioni di entrambe le fedi; in questa maniera, a differenza di ciò che avviene per altri paesi, la distinzione tra induismo e buddismo non è sempre chiara.
Durante il regno del re Aṃśuvarman(VII secolo) la principessa nepalese Bhrikuti ha svolto un ruolo significativo nella diffusione e nello sviluppo del buddismo in Tibet. L'architettura buddhista-tibetana è stata a lungo influenzata da artisti nepalesi e scultori come il grande Araniko. I testi sacri del buddismo Mahāyāna sono scritti principalmente in alfabeto Ranjana, la metodologia di scrittura dell'etnia Newa, oppure in Lantsa che è un derivato diretto del Ranjana.
Nel buddismo tradizionale nepalese vi sono nove testi particolari che vengono chiamati "Nove Gioielli del Dharma" (Navagrantha); essi sono considerati i nove libri del buddismo per eccellenza:
- Prajñāpāramitā Sūtra
- Gandavyùha
- Daśabhūmika Sūtra o "Dieci tappe"
- Samādhirāja Sūtra
- Laṅkāvatārasūtra
- Sutra del Loto
- Tathāgatagarbhasūtra
- Lalitavistara Sutra
- Suvarṇaprabhāsa o "Sutra della luce d'oro"

Come detto, tra i popoli di lingue tibeto-birmane il buddismo tibetano è la forma più diffusa e praticata. Il buddismo Newar è una forma Vajrayana influenzata dalla scuola Theravada. Molti gruppi buddhisti sono poi a loro volta influenzati dall'induismo. Il buddismo rimane però la religione dominante nelle aree più settentrionali e scarsamente popolate, che sono abitate da popolazioni correlate a quella dei tibetani, vale a dire gli Sherpa, i Lopa, i Manangi, i Thakali, i Lhomi, gli abitanti di Ḍolpā ed infine i Nyimba: messi tutti assieme essi costituiscono una piccola minoranza della popolazione totale del Nepal.
I gruppi etnici che vivono nella zona centrale del paese, come i Gurung, i Lepcha, i Tamang, i Magar, i Newa, gli Yakkha, i Thami, i Chhantyal ed infine i Chepang sono anch'essi buddisti. Tutti questi gruppi etnici hanno grandi popolazioni rispetto ai loro vicini del nord e sono caduti sotto l'influenza dell'induismo a causa dei loro stretti contatti con le caste indù. A loro volta, molti di loro alla fine hanno adottato l'induismo e sono stati in gran parte integrati nello stesso sistema delle caste.
Tra i Kirat, soprattutto i Limbu e la gente del popolo Rai, hanno adottato pratiche buddiste tibetane dai loro vicini buddisti. Le persone Jirel, che sono considerate anch'esse parte dei Kirat, hanno adottato il buddismo tibetano.

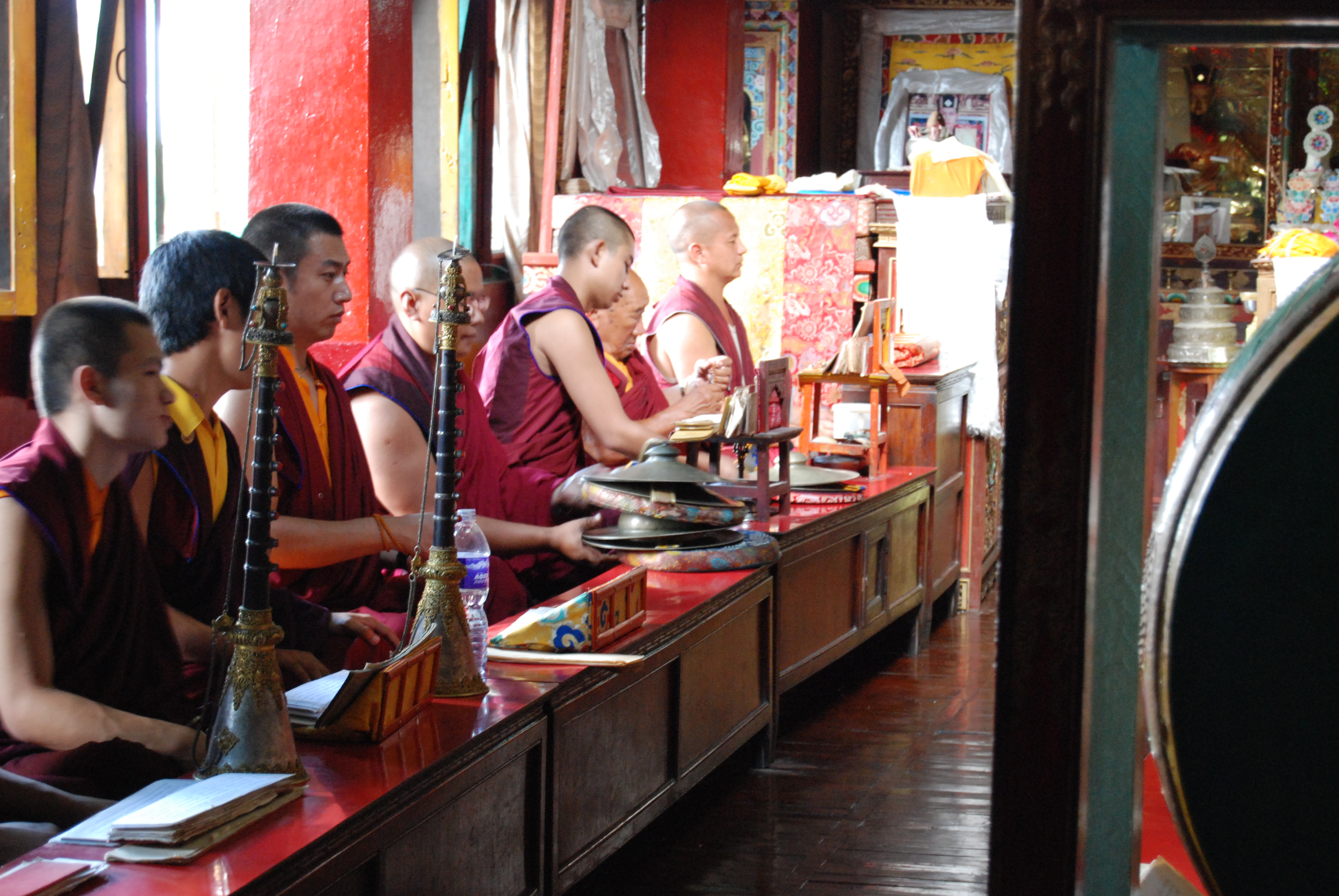
Monaci tibetani in Nepal.

## Storia
Buddha nacque come principe Siddharta in Nepal. Egli raggiunse l'illuminazione sotto l'albero della Bodhi a Bodh Gaya, nell'attuale Bihar in India. Egli stesso ha predicato il proprio insegnamento e, quindi, da quel momento è nato il pensiero Buddismo.

### Buddismo pre-Licchavi
L'imperatore Ashoka dell'Impero Maurya fece erigere un pilastro a Lumbini, il luogo di nascita del Buddha, nel II secolo a.C. Dopo il Terzo concilio buddhista, Ashoka inviò alcuni suoi missionari in Nepal. Si ritiene inoltre che Ashoka sia andato sino a Patan (Nepal) e qui vi abbia fatto costruire quattro stupa; la figlia del sovrano, Charumati, si sarebbe inoltre stabilita nel villaggio di Chabahi, che si trova tra Kathmandu e Bodhnath.

### Buddismo durante la dinastia Rana (1846-1951)
Le moderne pratiche dei buddhisti Newa in Nepal vengono in gran parte assorbiti nella corrente religiosa principale del paese, ovvero l'induismo, anche se poi certe pratiche rimangono distinte, come ad esempio certe forme d'arte e la questione delle caste. Nel nord, le persone di origine tibetana hanno continuato a praticare ed esprimere la propria fede nelle forme immutate del buddismo tibetano, questo specialmente nel caso dei Nyimba nel nordovest del Nepal. D'altra parte i Thakali, che avevano tradizionalmente svolto un ruolo importante nella società nepalese, ma fino ad allora mantenuto il buddismo come loro fede ufficiale, negli ultimi anni cominciarono ad abbracciare l'induismo.

È significativo notare che durante il regime autocratico della dinastia Rana diversi buddhisti della scuola Theravada furono banditi dal paese con l'accusa di aver cominciato a predicare per cercare di convertire il popolo. La cacciata dei monaci buddhisti tra il 1926 e il 1944 si è svolta come misura richiesta nel tentativo di sopprimere la rinascita del buddismo Theravada, che aveva avuto il suo inizio nei primissimi anni '20 del secolo. Inoltre, la riscoperta di Lumbini, luogo di nascita del Buddha, si è verificata proprio in questo periodo, col contributo essenziale - tra gli altri - anche del generale nonché primo ministro Chandra Shamsher Jang Bahadur Rana.

### Dinastia Shah (1951-2006)
Dopo il rovesciamento della dinastia Rana nel 1951, il buddismo cominciò gradualmente a svilupparsi nel paese. La scuola del buddismo Theravada ha svolto un ruolo molto significativo per la campagna di rinascita buddhista nel moderno Nepal a partire dal 1920. Questo movimento ha cambiato il buddismo da una religione di alcuni specifici e minoritari gruppi etnici e castali ad una fede che va oltre l'etnia e la casta di appartenenza. Attualmente sono presenti tre principali scuole buddhiste, quella tibetana, quella Newar e quella Theravada.
Il turismo è un altro dei fattori importanti per la promozione del buddismo nepalese nel mondo. Ogni anno la capitale Kathmandu può accogliere più di 10.000 viaggiatori provenienti da tutto il mondo, venuti solo per visitare i famosi stupa Boudhanath e Swayambhunath. Questi sono i siti architettonici più notevoli e significativi e che si trovano solamente in Nepal; oltre a questi due principali monumenti buddhisti vi sono centinaia di altri complessi templari praticamente in ogni angolo delle strade di Kathmandu e delle altre città principali del Nepal.
Centro di meditazione buddista internazionale ha iniziato ad operare a Kathmandu nel 1985.

### Repubblica del Nepal (2006-oggi)
Il Nepal è diventato ufficialmente uno Stato laico nel 2006, pertanto tutte le religioni hanno ora pari opportunità di diffondere i loro insegnamenti in base propria fede.